# Богданов Юрій Миколайович
Юрій Миколайович Богданов (26 жовтня 1940, місто Каунас, тепер Литва) — радянський діяч, секретар парткому виробничого об'єднання «Ризький електромашинобудівний завод». Член ЦК КПРС у 1990—1991 роках.

## Життєпис
У 1960 році закінчив технічне училище в Ризі.
У 1960—1961 роках — слюсар-інструментальник Ризького електролампового заводу.
З 1961 по 1964 рік служив у Радянській армії.
Член КПРС з 1963 року.
У 1964—1965 роках — нормувальник Ризького електролампового заводу.
У 1965—1967 роках — інструктор Октябрського районного комітету ЛКСМ Латвії міста Риги; інструктор Ризького міського комітету ЛКСМ Латвії.
У 1967—1976 роках — старший інженер Ризького електролампового заводу; начальник цеху, головний механік Ризького дослідного заводу металовиробів «Мангалі»; заступник головного механіка Ризького електромашинобудівного заводу.
У 1971 році закінчив Ризький політехнічний інститут.
У 1976—1978 роках — перший помічник капітана бази тралового флоту в Ризі.
У 1978—1987 роках — заступник головного механіка, заступник головного інженера — начальник відділу, в 1987—1989 роках — керівник держприймання виробничого об'єднання «Ризький електромашинобудівний завод».
У 1989—1991 роках — секретар партійного комітету (парткому) виробничого об'єднання «Ризький електромашинобудівний завод» міста Риги.
Подальша доля невідома.